# Intersection Mountain
Intersection Mountain är ett berg i Kanada.   Det ligger i provinsen Alberta, i den centrala delen av landet, 3 300 km väster om huvudstaden Ottawa. Toppen på Intersection Mountain är 2 461 meter över havet.
Terrängen runt Intersection Mountain är huvudsakligen kuperad, men västerut är den bergig. Trakten runt Intersection Mountain är nära nog obefolkad, med mindre än två invånare per kvadratkilometer.. Det finns inga samhällen i närheten. 
Trakten runt Intersection Mountain består i huvudsak av gräsmarker.